# Аубакиров, Жандос Болатович
Жандос Болатович Аубакиров (каз. Жандос Болатұлы Әубәкіров; род. 20 апреля 1985;) — казахстанский артист балета, заслуженный деятель Казахстана (2012).

## Биография
Жандос Аубакиров родился 20 апреля 1985 года
В 2004 году окончил Алматинское хореографическое училище им. А. В. Селезнева. Класс Медведева А.Н.
С 2004 по 2013 годы —  Ведущий солист Национального театра оперы и балета им. Куляш Байсеитовой (Астана)
С 2013 года — ведущий солист балетной труппы Казахского театра оперы и балета Astana Opera.
В 2007 году прошел стажировку в театре Ла Скала (Милан, Италия).

## Творчество
Балетный репертуар:
- Солор («Баядерка» Л. Минкуса)
- Конрад («Корсар» А. Адана)
- Базиль («Дон Кихот» Л. Минкуса)
- Франц («Коппелия» Л. Делиба)
- Юноша («Шопениана» на музыку Ф. Шопена)
- Зигфрид («Лебединое озеро» Чайковский)
- Феб («Эсмеральда» Ц. Пуни) и др.

## Награды и признание
- 2004 — лауреат Международного фестиваля творческой молодежи «Шабыт»
- 2006 — Государственная стипендия Первого Президента Республики Казахстан в области культуры и искусства.[2]
- 2007 — обладатель специального приза председателя жюри Международного конкурса балета «Премия Рима» М.М. Плисецкой (Италия)
- 2009 — Премия Фонд Первого Президента Республики Казахстан — Лидера Нации в номинации «искусство и культура» за высокое исполнительское мастерство классического балетного репертуара.[3]
- 2011 — Указом Президента Республики Казахстан от 7 декабря 2011 года награждён почетным званием «Заслуженный деятель Республики Казахстан» из рук президента в Акорде.[4][5]

## Семья
Отец - Аубакиров Болат Тулекович (21.09.1957)
Мать - Аубакирова Гульсара Малгеждаровна (21.03.1961)
Супруга - Аубакирова (Саитова) Муслима Мырзагельдиевна (07.03.1985)
Дети - сын Дин Ислам (25.05.2015), дочь Ди Лия (22.12.2016)
Дедушка — Аубакиров, Малгаждар (1934—1996) — казахский композитор, дирижёр, профессор. Заслуженный деятель искусств Республики Казахстан.